# Johan Ortt van Schonauwen
Jhr. Johan Ortt van Schonauwen (Amsterdam, 30 juni 1810 - Arnhem, 16 oktober 1898) was een Nederlands waterbouwkundig ingenieur, lid van de adellijke familie Ortt, van de tak Ortt van Schonauwen.

## Opleiding en begin van zijn carrière
Zijn opleiding begon op de Artillerie- en Genieschool in Delft in 1826, en na de opheffing daarvan in 1828 ging hij verder op de Militaire Academie in Breda. In 1830 wed hij élève-aspirant bij de waterstaat. Omdat de Belgische Opstand intussen was begonnen, meldde hij zich als vrijwilliger aan en trad hij bij het 2e bataljon jagers in dienst. Hij heeft de Tiendaagse Veldtocht meegemaakt, en werd in juni 1833 als militair buiten dienst gesteld.
Vanaf 1834 werd hij toegevoegd aan verschillende ingenieurs en had standplaatsen in Amsterdam, Utrecht en Alkmaar. Hier was hij betrokken bij de aanleg van het Noordhollandsch Kanaal en het beheer van de eilanden Vlieland, Terschelling en Wieringen (Texel werd toen beheerd oor de provinciale waterstaat).

## IJsgang
Hij was tijdens de ijsgang van het begin van 1841 werkzaam in Gelderland. Bij Heteren werd onder zijn toezicht de dijk opgekist die op 17 februari dreigde te bezwijken. Zo beschermde hij samen met ir. Blaauw de Betuwe voor overstroming door een doorbraak.

## Portugal
Omdat hij als ingenieur goed aangeschreven stond kreeg hij in 1842 het aanbod van een Portugese grondeigenaar, de markies De Fayal, om een advies te schrijven over de normalisering van de Taag net den noorden van het estuarium (dus net ten noorden van Vila Franca de Xira. Hij heeft het gebied in oktober 1842 samen met zijn broer (Jacob Reinier Theodoor) bezocht. Het is niet bekend of dit tot iets geleid heeft. Wel heeft hij toen in opdracht van de Portugese overheid een ontwerp gemaakt voor een verbetering van een droogdok, Dit ontwerp is met succes uitgevoerd.

## Noord-Holland
In zijn periode in Alkmaar voerde hij de directie over de bedijking van de polder Waard-Nieuwland op Wieringen, groot 460 ha. in de periode 1846 -1848. Verder werd hij in 1848 gevraagd om de in 1847 begonnen, maar weer gestaakte bedijkingswerken van de Prins-Hendrik polder op Texel (490 ha) tot een einde te brengen; dit was in 1849 klaar.
Hij stelde ook voor om de gehele kust van het Noord-Hollandse vasteland in te meten en om de kilometer strandpalen te plaatsen met de bedoeling, dat daaruit jaarlijks de afstanden van die palen tot de laagwaterlijn, tot de hoogwaterlijn en tot de duinvoet gemeten zouden worden; de triangulatie werd door Ortt verricht, de palen werden in 1843 geplaatst, en sindsdien zijn elk jaar de genoemde afstanden gemeten. Deze metingen worden nog steeds uitgevoerd en vormen de basis voor het Nederlandse kustlijn-beleid middels handhaving van de basiskustlijn. Deze database is wereldwijd de langst durende observatie van de ligging van een kustlijn.

## Utrecht
In 1849 werd Ortt waarnemend hoofdingenieur in de provincie Utrecht; een grote eer, omdat hij qua anciënniteit nog niet hiervoor in aanmerking kwam. Hij had hier tijd voor allerlei commissies, zoals de commissie die een kanaal van Amsterdam naar zee bij Velsen moest beoordelen. Hij bleef in Arnhem wonen. De invloed van Ortt, die vroeger groot geweest was, was in de laatste jaren van zijn ambtelijk leven sterk gedaald. Alhoewel zijn gezondheid nog goed was, verminderde zijn werkkracht. Onaangenaamheden werden hem niet gespaard.

## Pensioen
De toenmalige minister van Binnenlandse Zaken (Geertsema) wilde vanaf 1873 meer eenheid in het rivierbeheer. Hiervoor werd een aparte inspecteur in Algemene Dienst benoemd, waaraan een hoofdingenieur werd toegevoegd. Dit werk werd dus bij Ortt weggehaald. Hij raakte hierdoor wat depressief. Hij vroeg daarom per 1 juli 1875 om ontslag (dat was de datum waarop hij 65 jaar werd). Zijn functie werd niet opnieuw ingevuld, maar alleen in waarneming opgedragen aan zijn broer Jacob Reinier Theodoor.
Nog vele jaren na zijn pensioen bleef hij belangstelling houden voor alles wat op de waterstaat betrekking had. Als ambteloos burger bleef hij in Arnhem wonen. In 1890 werd hij tot erelid van het Koninklijk Instituut van Ingenieurs benoemd.

## Privé
Hij was de zoon van jhr. Hendrik Jacob Ortt, kapitein ter zee, inspecteur over het loodswezen, en jkvr. Agnes Maria Warin Hij trouwde op 19 mei 1841 met Cornelia Henriëtte Alewijn en had bij haar 13 kinderen waarvan 4 zonen; een aantal stierven jong, maar één zoon is volwassen geworden, jhr. Hendrik Jacob Ortt van Schonauwen. Deze is directeur van een koolzuurfabriek geworden en was lid van de gemeenteraad van Loosduinen. Ortt kreeg van zijn neef van Antione Warink de ambachtsheerlijkheid Schonauwen in het jaar 1846. Sindsdien noemde hij zich Ortt van Schonauwen, deze titel ging later over op een van zijn zonen (hun tiende kind), Hendrik Otto Ortt van Schonauwen (1857-1823).
- Biografisch Portaal: 11974792
- Digitale Bibliotheek voor de Nederlandse Letteren: ortt004
- Nederlandse Thesaurus van Auteursnamen: 422709638
- Virtual International Authority File: 43155951791742512175